# ليندا تومسون (مغنية)
ليندا تومسون (بالإنجليزية: Linda Thompson)‏ هي مغنية بريطانية، ولدت في 23 أغسطس 1947 في لندن في المملكة المتحدة.

## وصلات خارجية
- الموقع الرسمي
- ليندا تومسون على موقع الموسوعة البريطانية (الإنجليزية)
- ليندا تومسون على موقع ميوزك برينز (الإنجليزية)
- ليندا تومسون على موقع أول ميوزيك (الإنجليزية)
- ليندا تومسون على موقع ديسكوغز (الإنجليزية)